# Faisalabad
Faisalabad (urdu فیصل آباد), già nota come Lyallpur fino al 1977, è una città del Pakistan della provincia del Punjab, con una popolazione di 6 807 650 abitanti.

## Storia
L'insediamento venne fondato come Lyallpur nel 1892 durante la colonizzazione britannica. Venne nominata in onore di Sir James Lyall, un amministratore coloniale. Il cognome "Lyall" venne unito alla parola "pur", che significa città in lingua sanscrita.
Il 1º settembre 1977, il governo pakistano cambiò il nome alla città da Lyallpur a Faisalabad (lett. 'Città di Faisal') in onore del re Faysal dell'Arabia Saudita, per i numerosi contributi finanziari elargiti verso il Pakistan.